# Gabriel Wilczkowski
Gabriel Tomas Wilczkowski, född 25 november 1980 i Uppsala församling, Uppsala län, är en svensk tonsättare, dirigent och musikpedagog.

## Biografi
Wilczkowski är utbildad vid Kungliga Musikhögskolan och är även fil.kand. i språk- och musikvetenskap samt har läkarexamen från Uppsala universitet. Wilczkowskis tonsättningar, av framför allt körmusik, sänds regelbundet i bland annat Sveriges Radio P2 och har sänts i SVT och finns inspelade på skiva. Han är ledare för Vokalensemblen COR, har varit dirigent för bland annat S:t Johannes Vokalensemble i Stockholm och har undervisat vid bland annat Ersta Sköndal Bräcke högskola och Operahögskolan i Stockholm.

## Tonsättningar (urval)
- Aftonbön[2], text Karin Boye, för blandad kör
- Den stora gästen[3], beställning av Akademiska Sångföreningen i Helsingfors, text Eva-Stina Byggmästar, för manskör och solister
- Hur kan jag säga ...[4], text Karin Boye, för blandad kör samt manskör
- Ja visst gör det ont[5], text Karin Boye, för blandad kör SSAATTBB samt manskör
- Kärlekens visa[6], text Pär Lagerkvist, för blandad kör
- Morgon[7], text Roland Hellsten, psaltarpsalm för blandad kör, diskantkör, orgel och brasskvintett
- Nu sover jag[8], text Kristina Lugn, för blandad kör och solist
- Saliga väntan[9], text Pär Lagerkvist, för blandad kör SATB samt SAB
- Som en våg[10], text Pär Lagerkvist, för blandad kör samt manskör
- Vilar glad. I din famn[11], text Kristina Lugn, för blandad kör

## Arrangemang (urval)
- Balladen om herr Fredrik Åkare och den söta fröken Cecilia Lind[12], text & musik Cornelis Vreeswijk, för blandad kör
- Blomsterstoft[13], för damkör SSAA
- De blomster som i marken bor[14], text Harry Martinson, musik Erland von Koch, för blandad kör SATB samt SAB eller manskör
- Hosianna![15], text Gustaf Fröding, musik Selim Palmgren, för blandad kör
- Julsång[16], text Knut Nyblom, musik Hugo Alfvén, för manskör
- Kyrie eleison[17], musik Jacob Axel Josephson, för blandad kör
- Un flambeau, Jeannette, Isabelle(en)[18], fransk julvisa, för blandad kör samt manskör
- Uti din nåd, o Fader blid[19], psalm 240, text Basilius Förtsch/Håkan Ausius/Jesper Svedberg, musik Albert Becker, för blandad kör SAB
- Veni Sancte Spiritus[20], musik Leoš Janáček, för blandad kör SATB samt SAAB
- Visa vid vindens ängar[21], text & musik Mats Paulson, för blandad kör
- Vi sålde våra hemman[22], folkvisa, för blandad kör SSAATTBB
- Världen är liksom förtrollad[23], text & musik "Teresia" (Barbro Nilsson), för blandad kör SAB och piano

## Stipendier och utmärkelser
- Juryns specialpris i Stockholms stifts Kyrkosångsförbunds kompositionstävling 2017[24]
- Uppsala kommuns kulturstipendium 2006[25]